# Юсупов, Шермат
Шермат Юсупов (узб. Шермат Юсупов; 1912 год — 31 августа 1960 года) — председатель колхоза имени Сталина Избаскентского района Андижанской области, Узбекская ССР. Герой Социалистического Труда (1957). Депутат Верховного Совета СССР 5-го созыва.

## Биография
Получил неполное среднее образование. В 1932 году вступил в комсомол. Трудовую деятельность начал в 1933 году. Работал рядовым колхозником, в 1938 году избран председателем колхоза. С 1941 года участвовал в Великой Отечественной войне. С 1944 года — член ВКП(б).
После демобилизации возвратился в Узбекистан, где работал заместителем председателя исполкома Избаскентского райсовета. В 1950 году избран председателем колхоза имени Сталина Избаскентского района. Вывел колхоз в число передовых хлопководческих хозяйств Андижанской области. В 1956 году колхоз имени Сталина сдал государству высокий урожай хлопка-сырца. Указом Президиума Верховного Совета СССР от 11 января 1957 года «за выдающиеся успехи, достигнутые в деле развития советского хлопководства, широкое применение достижений науки и передового опыта в возделывании хлопчатника и получение высоких и устойчивых урожаев хлопка-сырца» удостоен звания Героя Социалистического Труда с вручением Ордена Ленина и золотой медали Серп и Молот (№ 7598).
Избирался депутатом Верховного Совета СССР 5-го созыва.
Скончался в августе 1960 года.
Награды
- Герой Социалистического Труда
- Орден Ленина
- Орден «Знак Почёта» (06.02.1947)
- Медаль «За трудовое отличие» (16.01.1950)